# 磁拓撲
磁拓撲是在電漿物理學中，其電漿的磁場結構和聯繫。
電漿的磁拓撲可以通過磁擴散和重聯來改變。然而，在大磁雷諾數的極限下，磁場的擴散和重聯不可能發生，因而磁拓撲結構得以保留。